# Mastomys erythroleucus
Mastomys erythroleucus és una espècie de mamífer rosegador de la família dels múrids. Viu a altituds de fins a 1.500 msnm a Benín, Burkina Faso, Burundi, el Camerun, Costa d'Ivori, Etiòpia, Gàmbia, Ghana, Guinea, Guinea Bissau, Kenya, Libèria, Mali, Mauritània, el Marroc, el Níger, Nigèria, la República Centreafricana, la República Democràtica del Congo, Ruanda, el Senegal, Sierra Leone, el Sudan, el Sudan del Sud, Togo, el Txad i Uganda. Els seus hàbitats naturals són les sabanes, els boscos secs i els matollars. És una espècie en risc mínim, és a dir, no sembla que hi hagi cap amenaça significativa per a la seva supervivència.